# Hochelaga
Hochelaga was een versterkte nederzetting van het Iroquois-volk op het Île de Montréal in Canada. De Franse ontdekkingsreiziger Jacques Cartier bezocht het eiland en de nederzetting in oktober 1535. Cartier en de zijnen werden er vriendelijk ontvangen en naar een heuveltop gebracht vanwaar ze een weids uitzicht over de omgeving hadden. De heuvel werd door Cartier Mont Royal genoemd. Ten tijde van het bezoek van Samuel de Champlain in 1611 bestond Hochelaga waarschijnlijk niet meer.

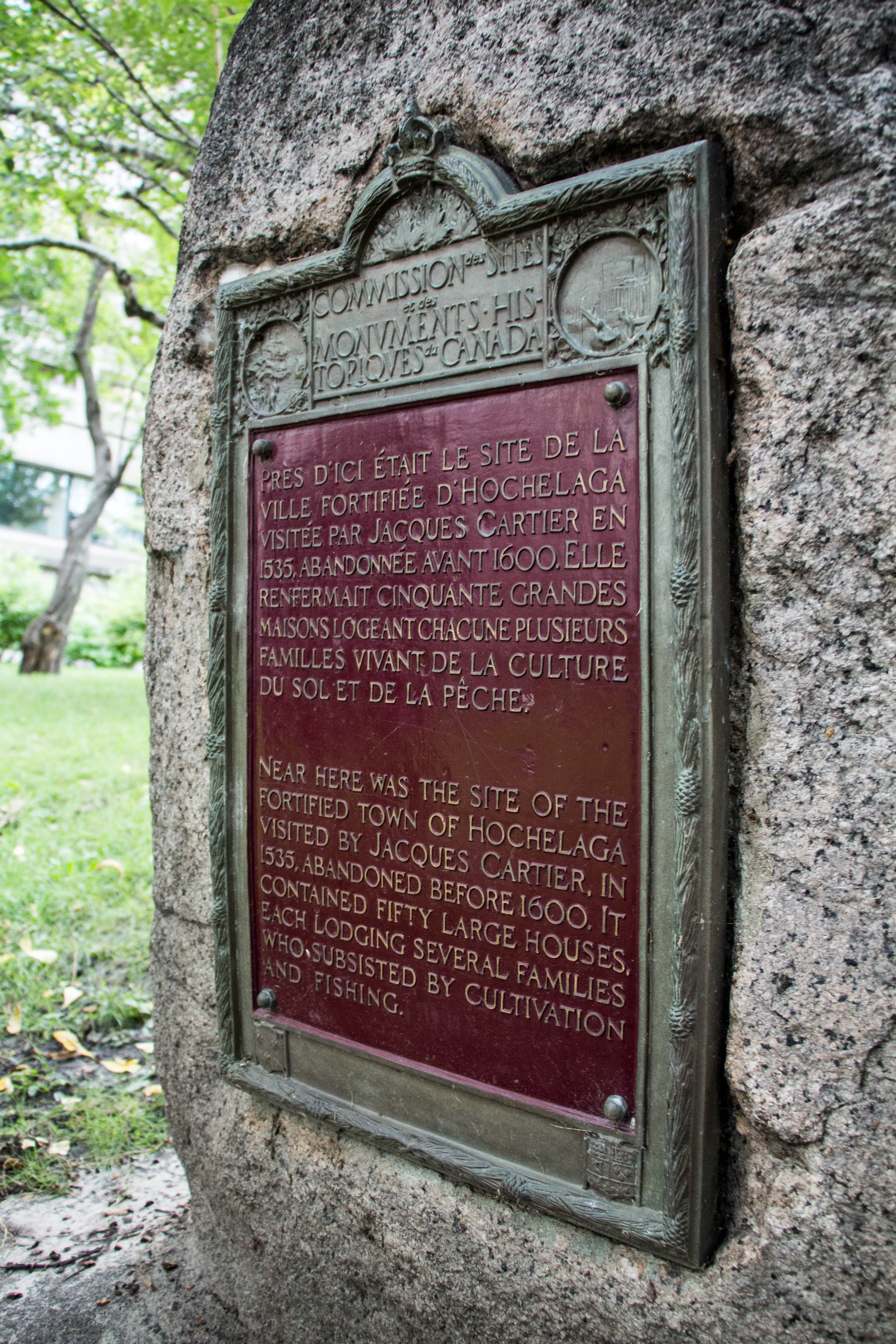
Gedenksteen op het terrein van de McGill-universiteit

Hoewel er geen archeologische vondsten van de nederzetting bekend zijn, en de precieze locatie onderwerp is van discussie, is deze benoemd tot National Historic Site of Canada. Er is op de vermoedelijke locatie, nabij de McGill-universiteit, een gedenksteen geplaatst.
De naam Hochelaga leeft voort in verschillende toponiemen, waaronder het arrondissement Mercier–Hochelaga-Maisonneuve en de Hochelaga-archipel.